# Février 1851

## Événements
- 2 février : bataille de la Arada. Le Guatemala repousse une invasion de son territoire par les troupes du Salvador et du Honduras.

- 12 février : Edward Hargraves trouve de l'or vers Bathurst (Australie). Une ruée vers l'or commence à dans l’État de Victoria, en Australie.

## Naissances
- 8 février : Kate Chopin, auteur américain († 22 août 1904).
- 12 février : Adrien Schulz, peintre et céramiste français († 15 janvier 1931).
- 13 février : George Brown Goode (mort en 1896), ichtyologiste américain.

## Décès
- 1er février : Mary Shelley, écrivain britannique (° 1797).
- 18 février : C. G. J. Jacobi (né en 1804), mathématicien allemand.